# Einbrennen (Färben)
Einbrennen ist ein Verfahren zum Härten von Druckfarben und Einbrennlacken auf Materialien, die nicht in der Lage sind, die Farbe aufzusaugen. Hierzu wird der lackierte oder bedruckte Gegenstand mit der noch nicht fixierten Farbe in den kalten Ofen gestellt und langsam auf die Einbrenntemperatur erhitzt. So verbindet sich die Farbe, ohne zu reißen. Es entsteht eine wischfeste und robuste Beschichtung bzw. ein Druck.
Epoxidharzfarben etwa werden bei Temperaturen von 160 bis 200 Grad eingebrannt.
Das Einbrennen von Druckfarben und Lacken sollte nicht mit dem Schwarzfärben von Kupfer und Gusseisen und dem Patinieren von Aluminium oder dem Firnisbrand als dekorativ-künstlerischer Oberflächentechnik auf Kupferwerkstoffen verwechselt werden, die alle bei höheren Temperaturen und unter Auftrag von Ölen durchgeführt werden.